# Голдбах Алтенбах
Голдбах Алтенбах (фр. Goldbach-Altenbach) насеље је и општина у источној Француској у региону Алзас, у департману Горња Рајна која припада префектури Тан.
По подацима из 2011. године у општини је живело 277 становника, а густина насељености је износила 30,31 становника/km². Општина се простире на површини од 9,14 km². Налази се на средњој надморској висини од 680 метара (максималној 1.420 m, а минималној 482 m).

## Демографија
| 1962. | 1968. | 1975. | 1982. | 1990. | 1999. | 2011. |
| ----- | ----- | ----- | ----- | ----- | ----- | ----- |
| 180   | 231   | 183   | 177   | 210   | 252   | 277   |

График промене броја становника у току последњих година